# DREAMER (ael-アエル-のアルバム)
「DREAMER」（ドリーマー）は2021年10月20日にリリースされたael-アエル-の1stアルバム。

## 概要
通常盤と初回限定盤が発売された。

新メンバーの碇たくみ・逢坂朔玖・八雲杏の3人が加わわり新ael-アエル-となって初の作品。

タイトルにもなっているリード曲「DREAMER」はライブのみで歌われてきたael-アエル-の代名詞とも言うべき曲で初の音源化。

またメンバーの卒業時のみ歌われてきた、「君がいたから」も初の音源化。

通常盤には幻の「君がいたから 2020 Ver.（performed by 有光陽稀・祈夜星波・花園千知・雫月LEE・日和乃愛・綾目夏向）」と「DREAMER 2019 Ver.（performed by 有光陽稀・祈夜星波・花園千知・奏未来・雫月LEE・日和乃愛・綾目夏向）」を収録。

## 収録内容
テイチクレコード公式サイト内の紹介ページによる。

### CD
通常盤と初回限定盤共通。
1. DREAMER
  - 作詞/作曲/編曲：トミタカズキ
2. 陽炎
  - 作詞：月丘りあ子 作曲/編曲：高橋涼
3. 赤は愛より出でて愛より赤し
  - 作詞：内田直孝 作曲：内田直孝・岸明平  編曲：岸明平
4. 舞幻
  - 作詞：金子麻友美 作曲：夢見クジラ 編曲：大沢圭一
5. Hopper!!!!!
  - 作詞/作曲：MIKOTO 編曲：大沢圭一
6. 悠幻
  - 作詞：金子麻友美 作曲：夢見クジラ 編曲：大沢圭一
7. 月光のふたつ
  - 作詞/作曲/編曲：U-re:x（村田有希生）
8. DANCIN' ALL RIGHT
  - 作詞/作曲/編曲：大沢圭一
9. 白幻
  - 作詞：金子麻友美 作曲：夢見クジラ  編曲：大沢圭一
10. 君がいたから
  - 作詞/作曲：夢見クジラ  編曲：SHIKI
11. 終わりなきラプソディ
  - 作詞/作曲：TAMATE BOX（FUZ）  編曲：KUME.

通常盤 Bonus Track。
1. 君がいたから 2020 Ver.
2. DREAMER 2019 Ver.

### DVD
初回限定盤。
1. DREAMER Music Video
2. ドキュメンタリー Road to brand-new［ ael ］
3. DREAMER MV メイキング映像